# ناستر

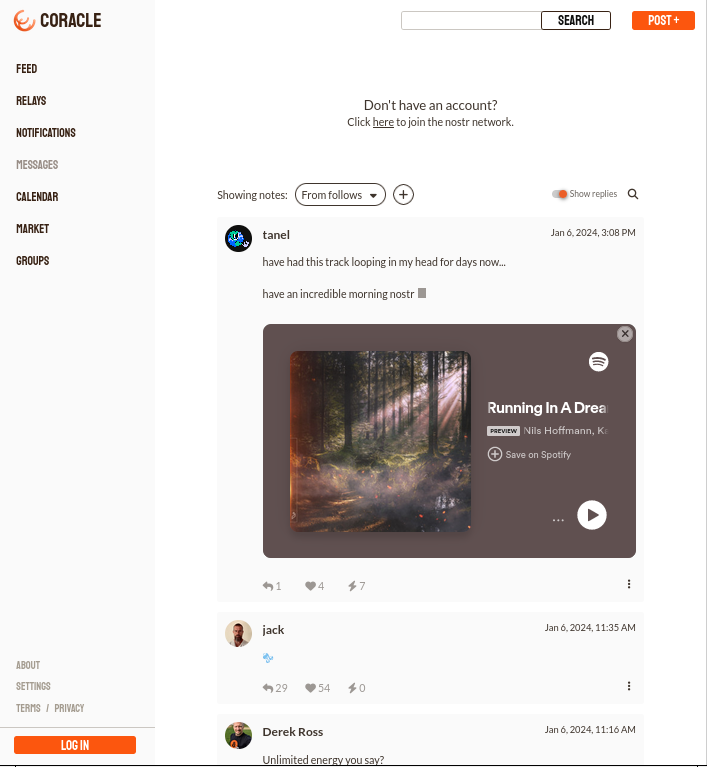
تصویری از یک کارخواه ناستر مبتنی بر وب، coracle.social

ناستر (به انگلیسی: Nostr) یک پروتکل شبکه غیرمتمرکز برای یک سامانه شبکه اجتماعی توزیع شده است. این نام سرواژه «یادداشت‌ها و سایر جستارها فرستاده شده به دست رله» است. که با هدف مقاومت در برابر سانسور طراحی شده است.
نحستین اجرای شناخته شده پروتکل ناستر به ۷ نوامبر ۲۰۲۰ برمی گردد که به‌دست توسعه دهنده‌ای به نام فیات‌جاف ایجاد شد. فیات‌جاف به‌طور گسترده‌ای به عنوان سازنده نوستر شناخته می‌شود.

## کاربران
از آوریل ۲۰۲۳، ناستر در درجه اول بین کاربران بیت کوین محبوب بود. جک دورسی، یکی از بنیانگذاران توییتر، با اهدای بیت کوین به ارزش تقریبی ۲۵۰۰۰۰دلار به توسعه دهندگان این برنامه، از گسترش ناستر پشتیبانی کرده است.
در ژانویه ۲۰۲۳ ناستر به ۱۰۰۰۰۰ کاربر رسید.

## روش کار
چون ناستر یک نرم‌افزار آزاد و متن‌باز است، این امکان را برای رابط‌های کاربری گوناگون فراهم می‌کند تا به یک مجموعه داده یکسان دسترسی داشته باشند. به عبارتی دیگر، چندین کارخواه برای ناستر وجود دارد که همگی می‌توانند با یک شبکه ناستر کار کنند.
- رله‌ها: ستون فقتر را رله‌ها (Relay) تشکیل می‌دهند. رله‌ها سرورهای وب‌سوکت هستند که داده‌های ناستر را بین کاربران جابه‌جا می‌کنند. هر کاربر می‌تواند به یک یا چند رله به‌پیوندد.
- کلیدهای رمزنگاری: هر کاربر در ناستر یک جفت کلید رمزنگاری دارد که برای تأیید هویت و رمزنگاری داده‌ها استفاده می‌شود.
- رویدادها: داده‌ها در ناستر در قالب جی‌سان به نام "رویداد" (Event) ذخیره می‌شوند. رویداد در ناستر مثل یک پست در شبکه‌های اجتماعی است، رویدادها می‌توانند شامل متن، تصاویر، ویدیوها و سایر داده‌ها باشند.
  - نوشته (Text): برای اشتراک‌گذاری پست‌های نوشتاری کوتاه مانند توییت
  - داده‌های کاربر (Profile): شامل داده‌هایی مانند نام و تصویر پروفایل ویژگی‌های رویداد:
  - شناسه (ID): یک کد منحصر به فرد برای هر رویداد
  - کلید عمومی (Pubkey): شناسه کاربر ارسال‌کننده رویداد
  - زمان ایجاد (Created At): زمان ارسال رویداد
  - محتوا (Content): متن پست یا اطلاعات دیگر
  - تگ‌ها (Tags): داده‌های اضافی مانند اشاره به کاربر دیگر یا رویداد دیگر{
  "id": "4376c65d2f232afbe9b882a35baa4f6fe8667c4e684749af565f981833ed6a65",
  "pubkey": "6e468422dfb74a5738702a8823b9b28168abab8655faacb6853cd0ee15deee93",
  "created_at": 1673347337,
  "kind": 1,
  "content": "Walled gardens became prisons, and nostr is the first step towards tearing down the prison walls.",
  "tags": [
    ["e", "3da979448d9ba263864c4d6f14984c423a3838364ec255f03c7904b1ae77f206"],
    ["p", "bf2376e17ba4ec269d10fcc996a4746b451152be9031fa48e74553dde5526bce"]
  ],
  "sig": "908a15e46fb4d8675bab026fc230a0e3542bfade63da02d542fb78b2a8513fcd0092619a2c8c1221e581946e0191f2af505dfdf8657a414dbca329186f009262"
}
- NIPs(توانایی‌های پیاده‌سازی ناستر): نیپ‌ها برای ترویج هم‌کنش‌پذیری بین نرم‌افزارهای ناستر طراحی شده‌اند. تصور کنید هر توسعه‌دهنده‌ای راه‌حل خودش را برای مشکلات رایج در نرم‌افزار خود پیاده‌سازی کند. این امر باعث ناسازگاری بین برنامه‌ها می‌شد. نیپ‌ها این فرایند را هماهنگ کرده و تضمین می‌کنند که راه‌حل‌های پیاده‌سازی شده با یکدیگر سازگار باشند. به عبارت دیگر، اگر ایده‌ای نو در یک نرم‌افزار ناستر عالی به نظر برسد، اما با سایر نرم‌افزارها سازگار نباشد، کاربرد آن ناچیز می‌شود. نیپ‌ها با ایجاد استانداردهای یکسان، امکان برقراری ارتباط و همکاری روان بین نرم‌افزارهای گوناگون را فراهم می‌کنند.

## پایداری در برابر سانسور
ناستر در پاسخ به افزایش سانسور اینترنت و محدودیت‌های رسانه‌های اجتماعی در سال ۲۰۲۰ ایجاد شد. ادعا می‌کند که در برابر سانسور پایدار است. برخی از برنامه‌های ناستر در چین فیلتر شده‌اند.